# 야마시타역 (미야기현)
야마시타역(일본어: 山下駅)은 일본 미야기현 와타리군 야마모토정에 있는 동일본 여객철도(JR동일본)의 철도역이다.

## 역 구조
1면 2선 구조의 지상역이다. 동일본 대지진 발생 이전은 승강장과 역사는 과선교로 이어져 있었다.
동일본 대지진으로 일어난 해일(쓰나미)이 철도역을 덮쳐 역사나 구내가 유실·대피되었다.

### 승강장
| 1 | ■ 조반선(하행) | 이와누마 · 나토리 · 센다이 방면 |
| 2 | ■ 조반선       | 당역 시발 열차                  |
| 3 | ■ 조반선(상행) | 히라노마치 · 이와키 · 미토 방면 |

## 역세권 정보
- 국도 제6호선

## 역사
- 1949년 5월 10일: 영업 개시.
- 1987년 4월 1일: 민영화에 따라 동일본 여객철도의 소속이 되었다.
- 2009년 3월 14일: 스이카를 도입.
- 2011년 3월 11일: 동일본 대지진으로 영업 중단, 역사가 해일로 유실·대파되었다.
- 2013년 1월 15일: 해일로 대파된 역사의 해체 공사 시작. 3월에 해체 공사 완공.[1]
- 2016년 12월 10일: 서쪽으로 1,100 m 정도 이전해서[2] 영업 복귀.[3]

## 사진

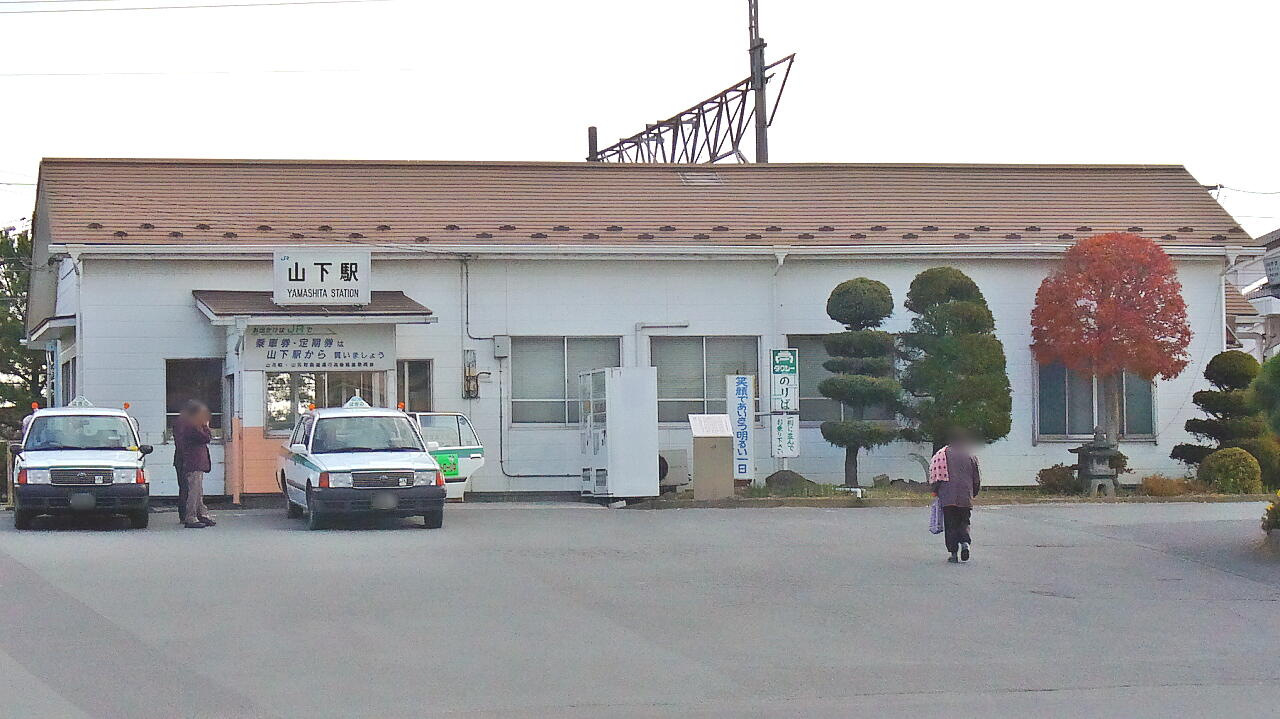
동일본 대지진 발생 이전의 역사 모습(2007년 12월 2일)
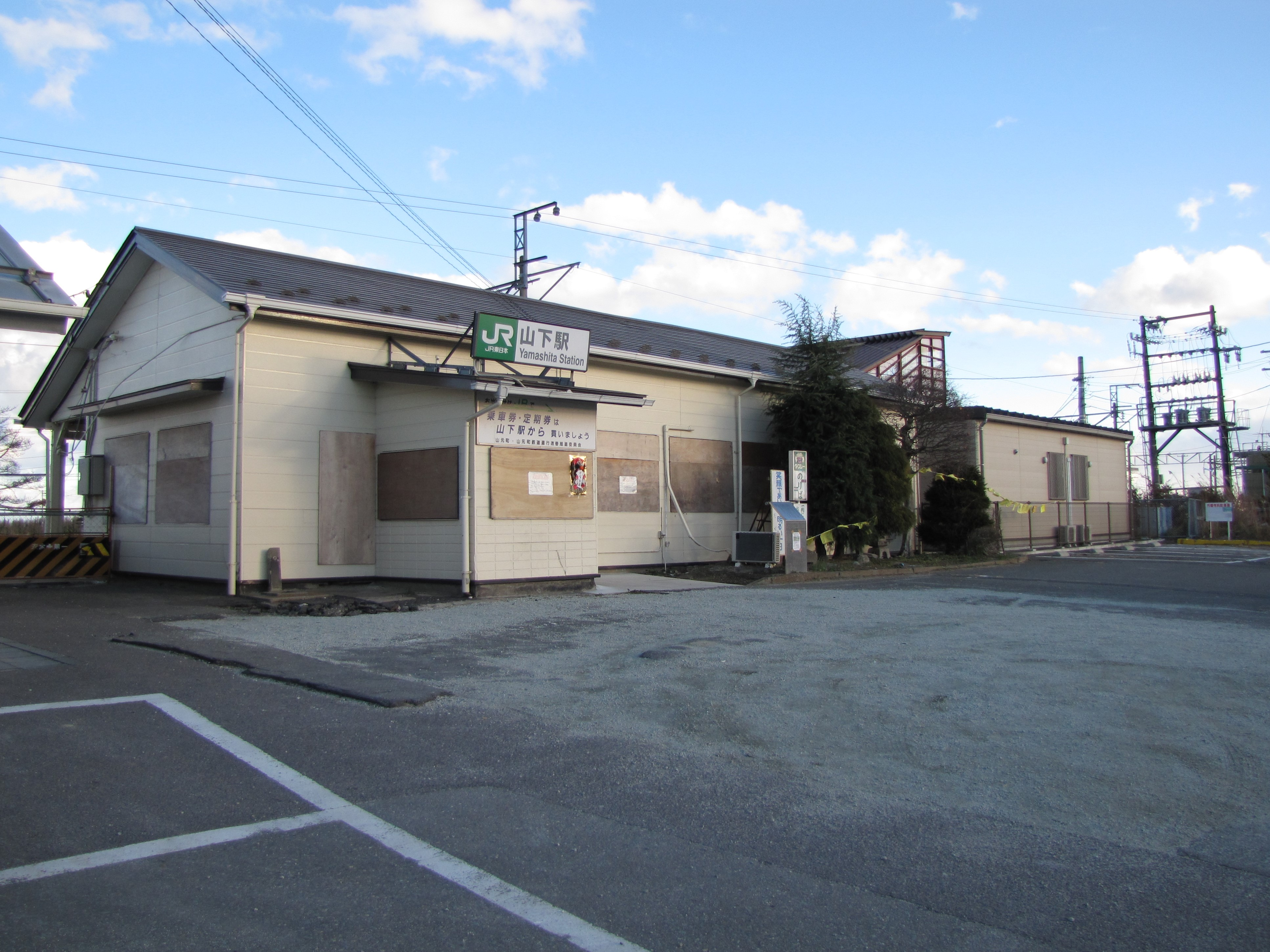
동일본 대지진 이후의 휴지 중인 역사 모습(2013년 1월 4일)
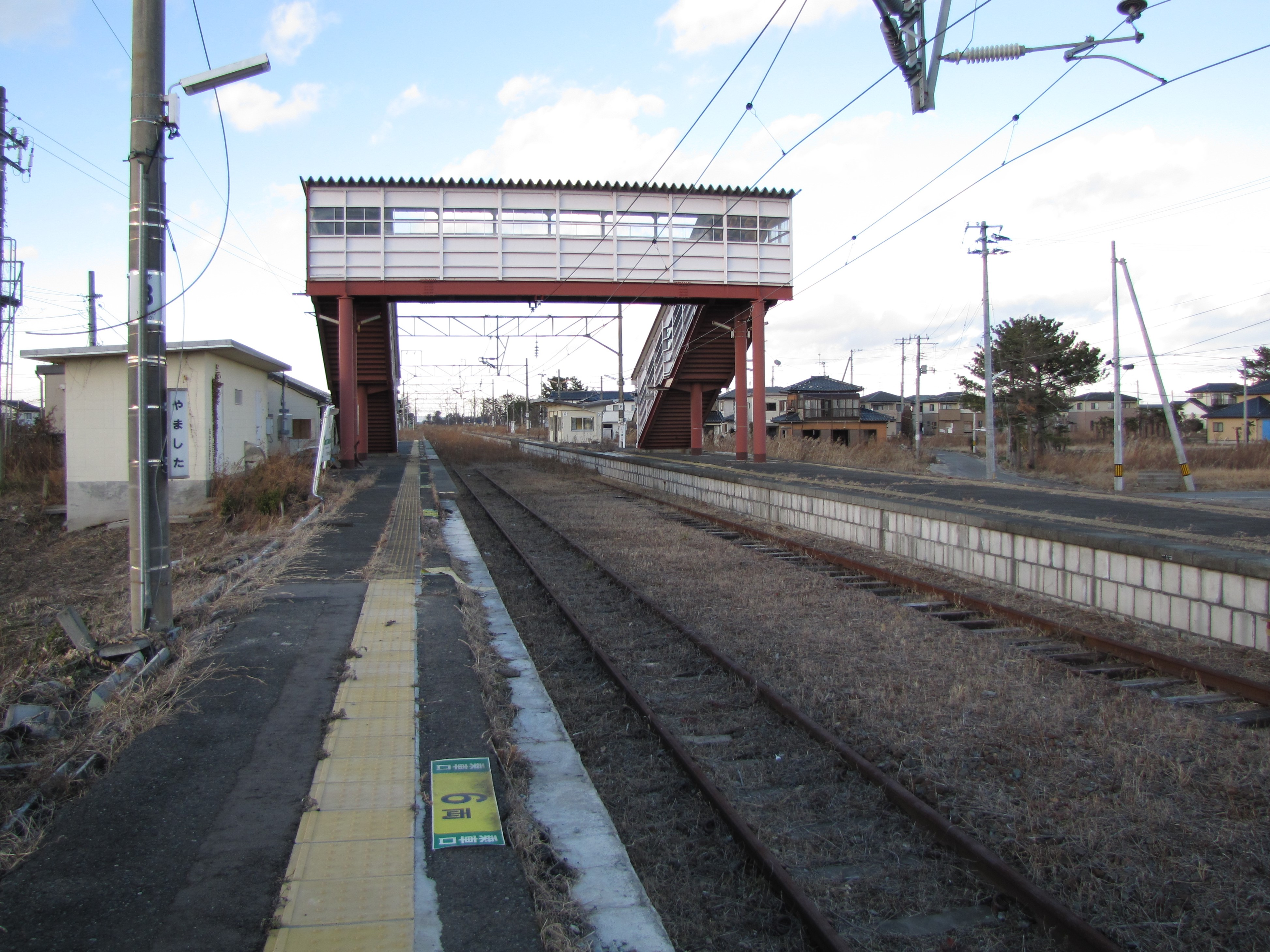
동일본 대지진 이후의 휴지 중인 승강장 모습(2013년 1월 4일)
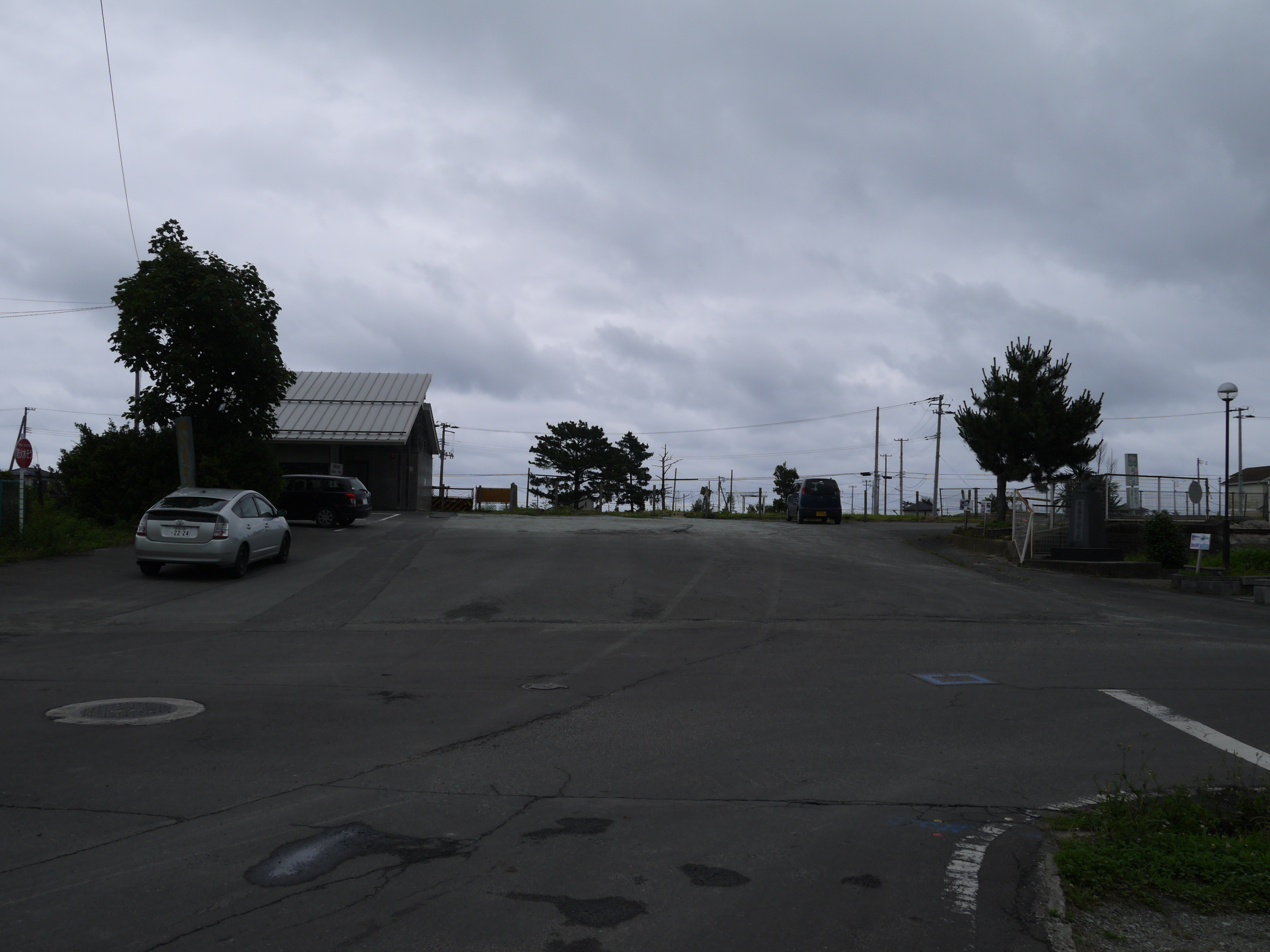
야마시타 역 터(2016년 7월 5일)

## 인접역
| 동일본 여객철도 조반선 | 동일본 여객철도 조반선 | 동일본 여객철도 조반선 |
| ---------------------- | ---------------------- | ---------------------- |
| 사카모토 이와키 방면   | ■ 보통                 | 하마요시다 센다이 방면 |